# Кабинет монет университета Уппсалы
Кабинет монет университета Уппсалы (швед. Uppsala universitets myntkabinett) — нумизматический музей, расположенный в главном здании Уппсальского университета. Кабинет монет обладает одной из самых масштабных коллекций монет и медалей в Швеции.

## История коллекции
В 1694 году Аугсбургский кабинет искусств пожертвовал свою коллекцию монет и медалей университету. После этого коллекция постоянно пополнялась предметами со всего мира. На сегодняшний день собрание музея включает в себя почти 40 000 экспонатов. Большинство монет и медалей имеют прекрасную сохранность и являются уникальными. Среди них:
- монеты викингов и средневековые монеты
- шведские монеты и медали 16 и 17 веков
- коллекция Королевских медалей
- подлинные медали Альфреда Нобеля
- медали Карла Линнея
- коллекция медалей Нильс-Уно Андерса на музыкальную тематику
- медали из драгоценных металлов
- монеты с изображениями профессоров и сотрудников университета Уппсалы

Кроме того, в библиотеке Кабинета медалей находятся более 1800 томов нумизматической литературы.

## Обучение

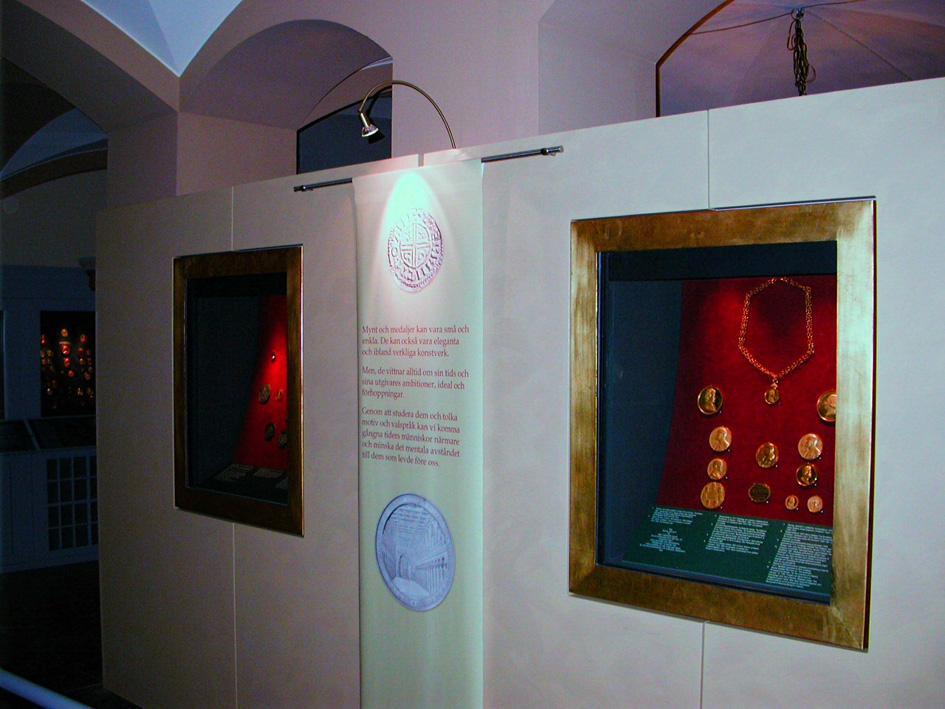
Часть экспозиции

Студентам университета Уппсалы доступен специальный нумизматический курс — «Монеты, экономика и пропаганда», а также отдельные лекции во время изучения других дисциплин. На примерах монет студенты экономических, юридических, социальных наук и географии имеют возможность получить краткий обзор всей мировой истории с древних времен до сегодняшнего дня. Изучение эстетической и художественной стороны монет и медалей интересно студентам, занимающимся искусством и литературой.

## Научная деятельность
Кабинет монет университета Уппсалы занимается исследованиями в области нумизматики и денежно-кредитных отношений. Многие разделы этих узкоспециализированных наук не исследованы совсем или слабо изучены. Коллекции музея открыты как для учащихся в университете, так и для сторонних специалистов. Коллекция монет кабинета может помочь в изучении таких дисциплин как экономическая история, история идей и обучения, история искусства, материаловедение.

## Публикации
Сотрудники музея занимаются активной просветительской деятельностью. Результатом их работы являются регулярно издаваемые книги и брошюры:
- Эльза Линденберг. Англосаксонские, а затем британские монеты.
- Питер Бергхаус, Хендрик Мякеля. Немецкие монеты эпохи викингов раннего средневековья.
- Йонас Рандберг, Кьелл Холмберг. Монеты шведских викингов и средневековые монеты, отчеканенные на материке.
- Очерки о Кабинете монет университета Упсалы.
- Рагнар Хедлунд. Монеты и власть в Римской империи 260-295 гг. н. э.
- Улла Вестермарк. Чеканка Сицилии.
- Ева Висен. Музыкальные медали Кабинета монет университета Упсалы.

Вся литература доступна как в бумажном, так и в электронном виде.